# Alma llanera
«Alma Llanera» es un  joropo compuesto por Rafael Bolívar Coronado. La música es composición original del maestro Pedro Elías Gutiérrez, inspirado en el joropo «Marisela» de Sebastián Díaz Peña (primera parte de «Alma llanera»), y en el vals «Mita» del compositor Jan Gerard Palm (1831-1906) de Curazao (segunda parte). «Alma llanera» está considerada como un himno nacional oficioso de Venezuela. Es una tradición en Venezuela. La canción nació dentro de un espectáculo homónimo de zarzuela, estrenada el 19 de septiembre de 1914 en el Teatro Caracas, bajo el nombre Zarzuela en un cuadro por la compañía española de Matilde Rueda.

## Historia
Esta popular canción, considerada en la actualidad como el segundo himno nacional de Venezuela, comenzó a ser conocida masivamente a partir de su presentación en el Teatro Caracas, llamado también “Coliseo de Veroes”, el día sábado 19 de septiembre de 1914, con gran aceptación del público espectador, hasta el extremo de que el autor de su letra, el villacurano Rafael Bolívar Coronado (1884 – 1924), fue premiado por el general Juan Vicente Gómez, Presidente de la República, con una beca de estudios en España.
La mencionada composición lírica forma parte del contenido de una zarzuela (obra musical teatral con diálogos), escrita por Bolívar Coronado para un “acto” y tres “cuadros”; la musicalización corrió a cargo del maestro guaireño Pedro Elías Gutiérrez (1870 – 1954), quien se desempeñaba como director de la Banda Marcial de Caracas.
La obra fue escenificada por la compañía de opereta de Manolo Puertolas, recién llegada a Caracas de una gira por varios países latinoamericanos, con participación de las tiples Matilde Rueda y Lola Arellano, Emilia Montes, una señora Argüelles, el mismo Puertolas, Rafael Guinán, Jesús Izquierdo y un negrito villacurano ”joropeador” llamado Mamerto, que le dio un toque criollo especial a la pieza.
Al día siguiente, un comentarista del diario El Universal reseñó: “Alma Llanera es escena de la vida en las sabanas venezolanas a las riberas del Arauca y sobre su delicadeza de asunto y abundancia de chistes se hacen halagadores comentarios”.
A pesar de su rotundo éxito inaugural, no volvió a ser interpretada hasta el 28 de diciembre de ese mismo año, en el Teatro Municipal de Caracas, en un homenaje al actor venezolano Teófilo Leal; luego pasó a Valencia, Puerto Cabello y Barquisimeto. 
En 1915, Bolívar Coronado publicó la primera edición de «Alma llanera», en la Imprenta Americana de don Pepe Valery. En 28 páginas, con una dedicatoria del autor a Matilde Rueda:”…la genial artista que de tan humilde opúsculo ha hecho una llamarada de exaltación y de ensueño”. El éxito editorial corrió parejo al de la representación teatral de la obra, siendo conocida no solo en toda Venezuela, sino también en Centroamérica y España. Desde ese momento, comenzó a ser considerada como el segundo Himno Nacional de Venezuela.
La última representación de la zarzuela se hizo el día 1 de junio de 1930, ya fallecido su autor, en el Teatro Olimpia de Caracas, montada por Rafael Guinand y su grupo.
Según Oldman Botelllo, el Cronista de la ciudad de Maracay, el músico Pedro Elias Gutiérrez, de común acuerdo con el autor de la letra, decidió independizar la pieza musical, montándola en la Banda Marcial de Caracas bajo su dirección, estrenándola en la Plaza Bolívar de la capital, el 31 de diciembre de 1914, en la retreta de despedida del año. Desde entonces pasó a formar parte del repertorio musical de la mencionada Banda Marcial, al igual que de las del interior del país.

## Discografía
En el siguiente listado se señalan algunos artistas que han interpretado la pieza.
- Jorge Negrete. 1953
- Ángel Chirinos y Egberto Chirinos. 1964
- Magnifico. 1973
- Julio Iglesias. 1976
- National Philarmonic Orchestra of London. 1984 y 1991
- Egberto Chirinos y Henry Rubio. 1989
- Vicente Fernández. 1991
- Hugo Liscano. 1993
- Plácido Domingo. 1994
- Alfredo Sadel. 1996
- Gilberto Santarosa. 1998
- Aldemaro Romero. 1999
- Simón Díaz. 1999
- Fama y Aplausos Gala 9 2002
- Juan Diego Flórez. 2006
- Los Alfonso. 2006
- Pedrito Fernández. 2012
- Gaby Moreno. 2019
- Luis Silva. 2020

## Letra
Yo nací en esta ribera del Arauca vibrador 
soy hermano de la espuma,
de las garzas, de las rosas...
soy hermano de la espuma,
de las garzas, de las rosas y del sol 
y del sol.

Me arrulló la viva diana de la brisa en el palmar 
y por eso tengo el alma 
como el alma primorosa 
y por eso tengo el alma como el alma 
primorosa del cristal 
del cristal 

Amo, lloro, canto, sueño 
con claveles de pasión 
con claveles de pasión 
para ornar las rubias crines 
del potro de mi amador 
Yo nací en esta ribera 
del Arauca vibrador 
soy hermano de la espuma,  
de las garzas, de las rosas y del sol.